# Plébiscite sur la Constitution de l'an XII
Le plébiscite sur la Constitution de l'an XII se tient en France en juin 1804. Les Français sont amenés à se prononcer sur la proposition : « Le peuple veut l'hérédité de la dignité impériale dans la descendance directe, naturelle, légitime et adoptive de Napoléon Bonaparte et dans la descendance directe naturelle et légitime de Joseph Bonaparte et de Louis Bonaparte, ainsi qu'il est réglé par le sénatus-consulte de ce jour. »

Sans surprise, dans un contexte de régime autoritaire du consulat, c'est le oui qui l'emporte largement en raison notamment des modalités encourageant les pressions sur les électeurs à voter le oui (les votants écrivaient notamment leurs noms sur les cases "oui" et "non" ce qui rendait public les votes).
Le résultat met ainsi fin au consulat et instaure le premier empire.

## Contexte
Le plébiscite, prévu par l'article 142 du sénatus-consulte, porte sur la question de la succession impériale telle que définie dans la constitution de l'an XII, qui instaure le Premier Empire.

## Résultat
| Pour                      | 3 572 329 | 99,93 |  |  |
| Contre                    | 2 569     | 0,07  |  |  |
|                           |           |       |  |  |
| Votes blancs et invalides | –         | –     |  |  |
| Total                     | 3 574 898 | 100   |  |  |
| Inscrits/Participation    | –         | –     |  |  |

## Modalités
Le vote se fait sur registres ouverts. Il n'y a donc ni votes blancs ni votes invalides.
Les résultats sont officiellement publiés le 1er décembre 1804.